# Anton Linhart
Anton “Toni” Linhart (* 24. Juli 1942 in Donawitz, Österreich; † 12. Mai 2013 in Timonium, Maryland, Vereinigte Staaten) war ein österreichischer Fußball- und American-Football-Spieler.

## Vereinskarriere
Linhart gab sein Erstligadebüt für den Wiener Sport-Club im Juni 1962 in der Läuferreihe. In weiterer Folge konnte sich der Spieler rasch einen Stammplatz bei den Dornbachern sichern und kam dabei zunächst abwechselnd im Sturm und in der Verteidigung zum Einsatz. Ab 1964 war seine Stammposition dann dauerhaft in der Abwehrreihe des Vereins, wo er an der Seite von Spielern wie Norbert Hof, Erich Hasenkopf und Wilhelm Kainrath auflief. Der Sport-Club gehörte in den 1960er Jahren zu den Spitzenvereinen der höchsten Spielklasse und belegte regelmäßig Plätze unter den ersten Fünf der Abschlusstabelle. Zum Ende von Linharts Zeit in Dornbach erreichte die Mannschaft 1969 und 1970 zweimal die Vizemeisterschaft hinter der Austria. 
1970 wechselte der Spieler zur Vienna, wo er noch zwei Saisonen spielte und dabei in der Defensivreihe neben seinem Cousin Peter Persidis auflief.

## Nationalmannschaft
Im April 1963 debütierte Linhart unter Teamchef Karl Decker in der Nationalmannschaft, als er bei einem 3:1 gegen die Tschechoslowakei als Rechtsaußen neben seinem Vereinskollegen Erich Hof spielte. Wenige Wochen später wurde er bei einem Skandalspiel gegen Schottland wieder auf dieser Position aufgeboten. Linhart gelang dabei der Ehrentreffer der Österreicher zum 1:4 in der 72. Spielminute, kurz darauf wurde das Spiel jedoch nach einer Auseinandersetzung zwischen Linhart und Denis Law, bei welcher ersterer verletzt liegen blieb, vom Schiedsrichter abgebrochen.
Nach einer mehrjährigen Pause wurde der nunmehrige Verteidiger im Jahr 1969 nochmals in die Nationalmannschaft berufen und spielte unter Teamchef Leopold Šťastný noch zweimal international.

## American Football
Nachdem der österreichische Nationalspieler Toni Fritsch bereits seit 1971 erfolgreich als Kicker in der National Football League tätig war, suchten NFL-Vereine nach weiteren Spielern, die den europäischen Kicking Style beherrschten. Linhart erhielt 1972 ein Angebot der New Orleans Saints und wechselte nach Nordamerika. 
Nachdem er bei den Saints nur sporadisch zum Einsatz kam, in der Folgesaison keinen Verein fand und nochmals in Österreich beim Badener AC in der zweitklassigen Regionalliga Ost Fußball spielte, unterschrieb er 1974 bei den Baltimore Colts, wo er sich den Startplatz als Kicker sichern konnte. Sowohl 1975 als auch 1976 erreichten die Colts als Divisionssieger die Play-offs, wo sie jeweils an den Pittsburgh Steelers scheiterten. 1976 war Linhart mit 109 erzielten Punkten auch der erfolgreichste Scorer der gesamten Liga. Nachdem auch 1977 der Divisionssieg gelang und die Mannschaft wieder in der ersten Playoffrunde ausgeschieden war, kam es zu einem Rückfall der Colts, die die Saison 1978 als Tabellenletzter beendeten. Im Laufe der Saison 1979 wurde Linhart von Baltimore entlassen und beendete seine Karriere bei den New York Jets.
In den Saisonen 1976 und 1977 wurde Linhart jeweils auch in die Pro Bowl gewählt.

## Nach der Karriere
Nach Ende seiner aktiven Karriere blieb der Spieler in den USA, wo er in Baltimore ein Direktmarketingunternehmen betrieb.
Toni Linhart verstarb im Alter von 70 Jahren im Stella Maris-Hospiz in Timonium, Maryland (USA) an Krebs.

## Erfolge

### Fußball
- 2 × Österreichischer Vizemeister: 1969, 1970
- 6 Spiele und ein Tor für die österreichische Nationalmannschaft

### American Football
- 3 × Divisionssieger AFC East: 1975, 1976, 1977
- 1 × Topscorer NFL: 1976
- 2 × Pro Bowl: 1976, 1977